# Megachile mauretaniae
Megachile mauretaniae är en biart som först beskrevs av Borek Tkalcu 1992.  Megachile mauretaniae ingår i släktet tapetserarbin, och familjen buksamlarbin. Inga underarter finns listade i Catalogue of Life.